# Andrea Findhammer
Andrea Findhammer (* 15. September 1969) ist eine deutsche Badmintonspielerin.
Sie ist das einzige Kind von Heide (geb. Brünger) und Klaus Findhammer aus Herne.

## Karriere
Andrea Findhammer wurde 1993 Deutsche Einzelmeisterin. International war sie unter anderem bei den Czechoslovakian International und den Bulgarian International erfolgreich. Des Weiteren gewann sie zweimal Silber bei Welthochschulmeisterschaften.

## Sportliche Erfolge
| Saison    | Veranstaltung                        | Disziplin   | Platz | Name                                                                          |
| --------- | ------------------------------------ | ----------- | ----- | ----------------------------------------------------------------------------- |
| 1983/1984 | Westdeutsche Einzelmeisterschaft U14 | Dameneinzel | 1     | Andrea Findhammer (DSC Wanne-Eickel)                                          |
| 1983/1984 | Westdeutsche Einzelmeisterschaft U14 | Damendoppel | 1     | Andrea Findhammer / Angelika Becker (DSC Wanne-Eickel / FC Langenfeld)        |
| 1985/1986 | Deutsche Einzelmeisterschaft U16     | Dameneinzel | 2     | Andrea Findhammer (Bottroper BG)                                              |
| 1985/1986 | Deutsche Einzelmeisterschaft U16     | Mixed       | 1     | Uwe Ossenbrink / Andrea Findhammer (TG Ahlen 1897 / 1. BV Mülheim)            |
| 1985/1986 | Westdeutsche Einzelmeisterschaft U16 | Mixed       | 1     | Uwe Ossenbrink / Andrea Findhammer (TG Ahlen 1897 / Bottroper BG)             |
| 1986/1987 | Deutsche Einzelmeisterschaft U18     | Mixed       | 1     | Uwe Ossenbrink / Andrea Findhammer (TG Ahlen 1897 / Bottroper BG)             |
| 1986/1987 | Westdeutsche Einzelmeisterschaft U18 | Mixed       | 1     | Uwe Ossenbrink / Andrea Findhammer (TG Ahlen 1897 / Bottroper BG)             |
| 1987/1988 | Deutsche Einzelmeisterschaft U18     | Dameneinzel | 1     | Andrea Findhammer (1. BV Mülheim)                                             |
| 1987/1988 | Deutsche Einzelmeisterschaft U18     | Damendoppel | 2     | Andrea Findhammer (FC Langenfeld) / Martina Höfer (FC Langenfeld)             |
| 1987/1988 | Westdeutsche Einzelmeisterschaft U18 | Mixed       | 1     | Ossenbrink Uwe / Findhammer Andrea (TG Ahlen 1897 / Bottroper BG)             |
| 1988/1989 | Westdeutsche Einzelmeisterschaft U22 | Dameneinzel | 1     | Findhammer Andrea (1. BV Mülheim)                                             |
| 1988/1989 | Westdeutsche Einzelmeisterschaft U22 | Mixed       | 1     | Teigelkämper Gordon / Findhammer Andrea (TTC Brauweiler 1948 / 1. BV Mülheim) |
| 1988/1989 | Deutsche Einzelmeisterschaft U22     | Dameneinzel | 2     | Andrea Findhammer (1. BV Mülheim)                                             |
| 1989/1990 | Deutsche Einzelmeisterschaft U22     | Dameneinzel | 1     | Andrea Findhammer (1. BV Mülheim)                                             |
| 1989/1990 | Deutsche Einzelmeisterschaft U22     | Damendoppel | 1     | Kerstin Ubben / Andrea Findhammer (FC Langenfeld / 1. BV Mülheim)             |
| 1989/1990 | Deutsche Einzelmeisterschaft         | Damendoppel | 3     | Andrea Findhammer / Anne-Katrin Seid (1. BV Mülheim / Fortuna Regensburg)     |
| 1990/1991 | Deutsche Einzelmeisterschaft         | Damendoppel | 2     | Anne-Katrin Seid / Andrea Findhammer (Fortuna Regensburg / 1. BV Mülheim)     |
| 1990/1991 | Deutsche Einzelmeisterschaft U22     | Dameneinzel | 2     | Andrea Findhammer (1. BV Mülheim)                                             |
| 1990/1991 | Deutsche Einzelmeisterschaft         | Dameneinzel | 3     | Andrea Findhammer (1. BV Mülheim)                                             |
| 1990/1991 | Deutsche Hochschulmeisterschaft      | Dameneinzel | 1     | Andrea Findhammer (Uni Bochum)                                                |
| 1990/1991 | Deutsche Hochschulmeisterschaft      | Damendoppel | 1     | Andrea Findhammer / Anne-Katrin Seid (Uni Bochum / Uni Ulm)                   |
| 1991      | Czechoslovakian International        | Damendoppel | 1     | Andrea Findhammer / Anne-Katrin Seid                                          |
| 1991      | Bulgarian International              | Damendoppel | 1     | Andrea Findhammer / Anne-Katrin Seid                                          |
| 1992      | Weltmeisterschaften der Studenten    | Damendoppel | 2     | Andrea Findhammer / Anne-Katrin Seid                                          |
| 1992/1993 | Deutsche Einzelmeisterschaft         | Dameneinzel | 1     | Andrea Findhammer (FC Langenfeld)                                             |
| 1992/1993 | Westdeutsche Einzelmeisterschaft     | Dameneinzel | 1     | Andrea Findhammer (FC Langenfeld)                                             |
| 1993/1994 | Deutsche Einzelmeisterschaft         | Dameneinzel | 3     | Andrea Findhammer (Hamburg)                                                   |
| 1993/1994 | Deutsche Einzelmeisterschaft         | Damendoppel | 3     | Anne-Katrin Seid / Andrea Findhammer (Fortuna Regensburg / Hamburg)           |
| 1994      | Weltmeisterschaften der Studenten    | Damendoppel | 2     | Andrea Findhammer / Anne-Katrin Seid                                          |
| 1994/1995 | Westdeutsche Einzelmeisterschaft     | Dameneinzel | 1     | Findhammer Andrea (SC Bayer 05 Uerdingen)                                     |
| 2004/2005 | Deutsche Einzelmeisterschaft O35     | Damendoppel | 3     | Christine Skropke / Andrea Findhammer (SC Bayer 05 Uerdingen)                 |
| 2005/2006 | Deutsche Einzelmeisterschaft O35     | Damendoppel | 3     | Christine Skropke / Andrea Findhammer (SC Bayer 05 Uerdingen)                 |
| 2006/2007 | Deutsche Einzelmeisterschaft O35     | Dameneinzel | 1     | Andrea Findhammer (SC Bayer 05 Uerdingen)                                     |

## Referenzen
- Martin Knupp: Deutscher Badminton Almanach, Eigenverlag/Deutscher Badminton-Verband (2003), 230 Seiten.
- New German Star in Circuits Masters Final. (PDF) In: worldbadminton.com. Juni 1990, S. 11, abgerufen am 23. Dezember 2024.

| Personendaten    | Personendaten               |
| ---------------- | --------------------------- |
| NAME             | Findhammer, Andrea          |
| KURZBESCHREIBUNG | deutsche Badmintonspielerin |
| GEBURTSDATUM     | 15. September 1969          |